# Acalypha divaricata
Acalypha divaricata är en törelväxtart som beskrevs av Johannes Müller Argoviensis. Acalypha divaricata ingår i släktet akalyfor, och familjen törelväxter. Inga underarter finns listade i Catalogue of Life.